# 智利二鬚鯰
智利二鬚鯰，為輻鰭魚綱鯰形目二鬚鯰科的其中一種，為亞熱帶淡水魚，分布於南美洲智利維爾帕瑞索與聖地牙哥間的淡水流域，體長可達23公分，棲息在底層水域，生活習性不明，可做為食用魚及遊釣魚。